# Agathis mongolorum
Agathis mongolorum är en stekelart som först beskrevs av Telenga 1955.  Agathis mongolorum ingår i släktet Agathis och familjen bracksteklar. Inga underarter finns listade i Catalogue of Life.